# José Ribeiro Pereira
José Ribeiro Pereira  (Congonhas do Campo, ?, 1765 - Mariana, 28 de fevereiro de 1798) foi um advogado português nascido no Brasil. Estudante em Coimbra de 1º de setembro de 1781 a 22 de julho de 1786. Foi interrogado como testemunha na devassa sobre a Inconfidência Mineira em 8 e 21 de julho de 1789.